# Pteronotus davyi
Pteronotus davyi (Gray, 1838) è un pipistrello della famiglia  diffuso in America centrale, America meridionale, Caraibi,

## Descrizione

### Dimensioni
Pipistrello di piccole dimensioni, con la lunghezza della testa e del corpo tra 42 e 55 mm, la lunghezza dell'avambraccio tra 43 e 49 mm, la lunghezza della coda tra 18 e 25 mm, la lunghezza del piede tra 9.0 e 11 mm, la lunghezza delle orecchie tra 15 e 18 mm e un peso fino a 10 g.

### Aspetto
La pelliccia è corta. Le parti dorsali variano dal fulvo al marrone scuro, mentre le parti ventrali sono grigio-brunastre o color ocra. Il muso è corto ed appuntito, con dei lunghi peli sui lati del muso e una piccola piega cutanea sopra le narici. Le labbra sono rigonfie, quella inferiore è ricoperta di grosse papille verrucose. Gli occhi sono molto piccoli. Le orecchie sono strette, triangolari, appuntite e separate tra loro, con il bordo anteriore che si proietta in avanti fino sul muso e l'antitrago basso che si estende fino all'angolo posteriore della bocca. Il trago è lungo circa un terzo del padiglione auricolare. Le membrane alari sono ricoperte di piccoli peli e unite sul dorso lungo la spina dorsale, dando l'impressione di una schiena nuda. La coda è lunga e fuoriesce per circa la metà sulla superficie dorsale dell'ampio uropatagio. Il calcar è molto lungo. Il cariotipo è 2n=38 FNa=60.

### Ecolocazione
Emette ultrasuoni sotto forma di impulsi di breve durata con massima energia a 78 kHz e frequenza finale a 62 kHz.

## Biologia

### Comportamento
Si rifugia in colonie numerosissime in profonde grotte umide e nelle miniere. L'attività predatoria inizia due ore dopo il tramonto e termina appena prima dell'alba.

### Alimentazione
Si nutre di insetti volanti, particolarmente coleotteri e falene catturati sopra spazi aperti.

## Distribuzione e habitat
Questa specie è diffusa nell'America centrale, nella parte settentrionale dell'America meridionale, nel Perù nord-occidentale e nelle Piccole Antille a nord fino a Guadalupa.
Vive foreste spinose secche decidue, foreste sempreverdi e zone aride fino a 2.300 metri di altitudine.

## Tassonomia
Sono state riconosciute 3 sottospecie:
- P.d.davyi: Nicaragua, Costa Rica settentrionale, isola di Coiba lungo le coste pacifiche di Panama, Colombia, Venezuela settentrionale, isola di Trinidad; Guadalupa, Dominica, Saint Lucia, Grenada;
- P.d.fulvus (Thomas, 1892): dagli stati messicani di Sonora e Bassa California ad ovest e Nuevo León ad est, attraverso tutto il Messico, Belize, Guatemala, El Salvador fino all'Honduras;
- P.d.incae (Smith, 1972: Dipartimento di Piura, Cajamarca e Lambayeque, Perù nord-occidentale.

## Conservazione
La IUCN Red List, considerato il vasto areale, la popolazione presumibilmente numerosa, la tolleranza a diversi tipi di habitat e la presenza in diverse aree protette, classifica P.davyi come specie a rischio minimo (Least Concern)).